# Iaroșivka, Katerînopil
Iaroșivka (în ucraineană Ярошівка) este localitatea de reședință a comunei Iaroșivka din raionul Katerînopil, regiunea Cerkasî, Ucraina.

## Demografie
Componența lingvistică a localității Iaroșivka
     Ucraineană (97,97%)
     Alte limbi (1,2%)
Conform recensământului din 2001, majoritatea populației localității Iaroșivka era vorbitoare de ucraineană (97,97%), existând în minoritate și vorbitori de alte limbi.